# Kristian Kodal
Kristian Kodal (født 5. maj 1996) er en dansk ishockeyspiller. Han spiller i øjeblikket for Aalborg Pirates.

## Aalborg Pirates (2017-18)
Han spillede 38 kampe.